# Bioconductor
Bioconductor és un entorn de desenvolupament de programari lliure i de codi obert per a l'anàlisi i comprensió de dades genòmiques. Està disponible per als sistemes operatius Windows, Mac OS X i Linux.
El projecte començà la tardor del 2001 i recol·lectà i integrà software per a l'anàlisi estadística de dades provinents de laboratoris humits dins de camp de la biologia molecular. Està basat en el llenguatge de programació estadística R. La seva principal aplicació és l'anàlisi de microchips d'un canal Affymetrix i de cDNA/Oligonucleotid de dos o més canals.

## Objectius
Les principals metes del projecte són:
- Proporcionar accés a un ampli ventall de potents mètodes estadístics i gràfics per a l'anàlisi de dades genòmiques.
- Facilitar la integració de meta-dades biològiques en l'anàlisi d'experiments. Per exemple, amb la literatura de PubMed o anotacions de LocusLink.
- Permetre el ràpid desenvolupament de software extensible, escalable i inter-operatiu.
- Promoure la documentació d'alta qualitat i la reproducibilitat de la recerca.
- Entrenar en l'ús de mètodes computacionals i d'anàlisi estadística en l'anàlisi de dades genòmiques.

## Llibreries
Un dels punts forts de Bioconductor rau en el fet que qualsevol usuari pot contribuir-hi llibreries, sempre que compleixin uns criteris mínims de qualitat. Les llibreries contenen programes que realitzen tasques d'un cert tipus, així com documentació que explica com emprar-les. D'aquesta manera, quan un usuari instal·la Bioconductor no cal que obtingui tot el programa sencer, sinó que n'hi ha prou amb obtenir les llibreries que haurà de necessitar. En realitat, les llibreries de Bioconductor són força similars a les de R, excepte que la documentació sol ser de més qualitat i més fàcilment reproduïble.
Una bona part dels mètodes per analitzar dades de genòmica que apareixen en publicacions científiques són programats en llibreries de Bioconductor, de manera que aquest software representa una de les eines més avançades per a l'anàlisi estadística de dades d'aquest tipus.